# Floroaica
Floroaica – wieś w Rumunii, w okręgu Călărași, w gminie Vâlcelele. W 2011 roku liczyła 627 mieszkańców.